# Коринт (Џорџија)
Коринт (Џорџија) (енгл. Corinth) град је у америчкој савезној држави Џорџија. По попису становништва из 2010. у њему је живело . становника.

## Демографија
Према попису становништва из 2000. у граду је живело 213 становника.
| Група             | 2000.       | 2010.  |
| Белци             | 197 (92,5%) | . (.%) |
| Афроамериканци    | 9 (4,2%)    | . (.%) |
| Азијати           | 0 (0,0%)    | . (.%) |
| Хиспаноамериканци | 7 (3,3%)    | . (.%) |
| Укупно            | 213         | .      |